# Myanmar tại Đại hội Thể thao Đông Nam Á 2007
Myanmar tham dự Đại hội Thể thao Đông Nam Á 2007 tại thành phố Nakhon Ratchasima, Thái Lan từ ngày 6 đến ngày 16 tháng 12 năm 2007.

## Thành tích

### Bảng huy chương
|      | Môn                       | Vàng | Bạc | Đồng | Tổng |
| ---- | ------------------------- | ---- | --- | ---- | ---- |
| 01.  | Đua thuyền Canoe và Kayak | 4    | 2   | 3    | 9    |
| 02.  | Đua thuyền truyền thống   | 3    | 0   | 0    | 3    |
| 03.  | Bắn súng                  | 2    | 2   | 1    | 5    |
| 04.  | Judo                      | 1    | 3   | 3    | 7    |
| 05.  | Wushu                     | 1    | 2   | 3    | 6    |
| 06.  | Taekwondo                 | 1    | 1   | 4    | 6    |
| 07.  | Billiards và Snooker      | 1    | 0   | 1    | 2    |
| 08.  | Thể hình                  | 1    | 0   | 0    | 1    |
| 09.  | Điền kinh                 | 0    | 4   | 5    | 9    |
| 10.  | Chèo thuyền               | 0    | 4   | 2    | 6    |
| 11.  | Muây Thái                 | 0    | 3   | 4    | 7    |
| 12.  | Cầu mây                   | 0    | 2   | 4    | 6    |
| 13.  | Pencak Silat              | 0    | 1   | 3    | 4    |
| 14.  | Bóng đá                   | 0    | 1   | 1    | 2    |
| 15.  | Karate                    | 0    | 0   | 4    | 4    |
| =.   | Quyền Anh                 | 0    | 0   | 4    | 4    |
| 17.  | Bắn cung                  | 0    | 0   | 2    | 2    |
| =.   | Đua thuyền buồm           | 0    | 0   | 2    | 2    |
| Tổng | Tổng                      | 14   | 26  | 47   | 87   |

### Vàng
- Bắn súng
  - Súng ngắn 50 m nam: Maung Kyu Mya

  - Súng trường 50 m nằm bắn nữ: Than Than Saw
- Billiards và Snooker
  - Billiards Anh đôi nam: Oo Kyaw, San Oo Aung
- Đua thuyền Canoe và Kayak
  - Canoe đơn nam 500m: Win Htike
  - Kayak đơn nam 1.000m: Phonemying Tayzar
  - Kayak bốn nam 1.000m: Phonemying Tayzar, Khin Maung Myint, Yan Paing, Myo Zaw
  - Kayak đôi nữ 500m: Myint Myint Than, Naw Ahle Lashe

- Đua thuyền truyền thống
  - 10 tay chèo 500 m nam
  - 10 tay chèo 1.000 m nam
  - 10 tay chèo 500 m nữ
- Judo
  - Bán trung dưới 63 kg nữ: Aye Aye Aung
- Taekwondo
  - Dưới 55 kg nữ: Seo Soe Myar
- Thể hình
  - Dưới 70 kg nam: Aung Khaing Win
- Wushu
  - Trường quyền nam: Aung Si Thu

### Bạc
- Bắn súng
  - Súng trường 50 m nằm bắn nam: Lin Aung
  - Súng trường 50 m nằm bắn đồng đội nam: Lin Aung, Aung Thu Ya, Aung Nyein Ni
- Bóng đá
  - Đội tuyển nam

- Cầu mây

  - Đưa cầu vào 3 rổ tròn nam (Hoop): Than Zaw Oo, Aung Zaw, Thein Zaw Min, Maung Maung Sein, Zaw Zaw Aung, Aung Hlaing Moe
  - Đưa cầu vào 3 rổ tròn nữ (Hoop): Kyu Kyu Thin, Naing Naing Win, Nwe Nwe Htway, May Zin Phyoe, Su Tinzar Naing, Phyu Phyu Than
- Chèo thuyền
  - Đơn nam: Aung Ko Min
  - Đơn nữ: Shwe Zin Latt
  - Thuyền nhẹ đơn nữ: Shwe Zin Latt
  - Thuyền nhẹ bốn nữ: Shwe Zin Latt, Myint Myint Htwe, Than Than Nwe, Chaw Su

- Điền kinh
  - 400 m nữ: Win Lai Lai
  - 10.000 m nữ: Pa Pa

  - 4x400 m tiếp sức nữ: Win Lai Lai, Aye Myint Myint, Paw Phaw Naw Ka, Lwin Kay Khine
  - Marathon nữ: Pa Pa
- Đua thuyền Canoe và Kayak
  - Canoe đơn nam 1.000m: Win Htike
  - Kayak bốn nữ 500m: Myint Myint Than, Naw Ahle Lashe, Thin Thin Kyu, Phyu Thi Oo

- Judo
  - Nhẹ dưới 73 kg nam: Zaw Naing
  - Nhẹ dưới 57 kg nữ: Thandar Win
  - Nặng trên 78 kg nữ: Khin Myo Thu

- Muây Thái
  - Hạng ruồi 51 kg nam: Kyaw Min Htike
  - Hạng nhẹ 60 kg nam: Tun Lin
  - Hạng bán trung 67 kg nam: Thuya Aung
- Pencak Silat
  - Dưới 60 kg nam: Thein Soe
- Taekwondo
  - Dưới 47 kg nữ: Thiri Tint Lwin
- Wushu
  - Tán thủ dưới 48 kg nữ: Si Si Sein
  - Tán thủ dưới 60 kg nữ: Yar Zar Khaing

### Đồng

- Bắn cung
  - 3 dây nam: Ye Min Swe
  - 3 dây nữ: Aung Ngeain
- Bắn súng

  - Súng ngắn thể thao 25 m đồng đội nữ: Khin Soe Thaik, Wint May Thu Maun, Lay Zar Zar Hiaing
- Billiards và Snooker
  - Billiards Anh đơn nam: Thway Oo Nay
- Bóng đá
  - Đội tuyển nữ
- Cầu mây
  - Đôi nam: Lat Zaw, Soe Oaka, Thiha Oo Kyaw
  - Đồng đội nam (Regu): Lat Zaw, Myo Swe Aung, Ose Oaka, Thiha Oo Kyaw, Zaw Zaw Aung
  - Đôi nữ: Aye Maw Khin, Kyu Kyu Thin, May Zin Phyoe
  - Đồng đội nữ (Regu): Aye Maw Khin, Kyu Kyu Thin, May Zin Phyoe, Naing Naing Win, Thin Zar Ei
- Chèo thuyền
  - Đôi nam 2 mái chèo: Kyaw Min Tun, Aung Ko Min
  - Thuyền nhẹ đôi nam: Zaw Zaw, Thet Naing Soe

- Điền kinh
  - 10.000 m nam: Soe Min Thu
  - 200 m nữ: Lwin Kay Khine
  - 800 m nữ: Aye Myint Myint
  - 5.000 m nữ: Thet Phyu War
  - 20 km đi bộ nữ: Lar Nwe Saw Mar
- Đua thuyền buồm
  - Thuyền buồm quốc tế 470 nam: Aung Mying Thia, Sai Pyae Song Hein
  - Thuyền buồm quốc tế 420 nữ: Su Sandar Wai, Knin Nyo Lin
- Đua thuyền Canoe và Kayak
  - Canoe đôi nam 500m: Saw Sata Phanu, Tuntun Naing
  - Kayak đôi nam 500m: Khin Maung Myint, Phonemying Tayzar

  - Kayak đơn nữ 500m: Naw Ahle Lashe

- Judo
  - Trung dưới 90 kg nam: Zin Linn Aung
  - Bán nặng dưới 100 kg nam: Maung Maung San
  - Trung dưới 70 kg nữ: Lay Kaiyar Aung
- Karate
  - Dưới 70 kg nam: Thein Htike Aung
  - Tự do nam: One Ko Ko Ko Oo
  - Kumite đồng đội nữ: Thin Thin Thuzar, Nan Saing Main, Yin Hua Thawng Luai, Ohn Mar Phyo
  - Trên 60 kg nữ: Ni Ni Cho The
- Muây Thái
  - Hạng ruồi nhẹ 48 kg nam: Soe Maung Maung
  - Hạng gà 54 kg nam: Saw Than Khine Oo
  - Hạng lông 57 kg nam: Kyaw Thuya Hein
  - Hạng nhẹ 60 kg nam: Jay Olod

- Pencak Silat
  - Dưới 50 kg nam: Htein Lin
  - Dưới 55 kg nam: Tin Oo
  - Dưới 70 kg nam: Min Swe
- Quyền Anh
  - Hạng lông 57 kg nam: Naung Soe Yan
  - Hạng pin 46 kg nữ: Thin Kyu Kyu
  - Hạng ruồi 50 kg nữ: Ei Swe Hninn
  - Hạng gà 54 kg nữ: Mo Mo Naing Hninn
- Taekwondo
  - Dưới 78 kg nam: Zar Ni Htun
  - Dưới 84 kg nam: Maung Maung Oo
  - Dưới 59 kg nữ: May Sandar Kyaw Win
  - Dưới 63 kg nữ: San Ngu Wah Sue

- Wushu
  - Tán thủ dưới 56 kg nam: Maung Maung Than
  - Tán thủ dưới 65 kg nam: Myo Ko
  - Đối luyện đôi nam: Aung Si/Myo Min